# Bullimus
Bullimus é um gênero de roedores da família Muridae.

## Espécies
- Bullimus bagobus Mearns, 1905
- Bullimus gamay Rickart, Heaney e Tabaranza, 2002
- Bullimus luzonicus (Thomas, 1895)